# مدرسة فيرجينيا الغربية للطب التقويمي
مدرسة فيرجينيا الغربية للطب التقويمي (بالإنجليزية: West Virginia School of Osteopathic Medicine) هي كلية طبية توجد في مدينة لويسبرغ في ولاية فيرجينيا الغربية الأمريكية. يحصل خريج المدرسة على شهادة طبيب تقويمي.